# منتخب سنغافورة لكرة اليد للسيدات
منتخب سنغافورة لكرة اليد للسيدات (بالإنجليزية: Singapore women's national handball team)‏ هو ممثل سنغافورة الرسمي في المنافسات الدولية في كرة اليد للسيدات
.